# Xanthomyrtus angustifolia
Xanthomyrtus angustifolia är en myrtenväxtart som beskrevs av Andrew John Scott. Xanthomyrtus angustifolia ingår i släktet Xanthomyrtus och familjen myrtenväxter. Inga underarter finns listade i Catalogue of Life.